# Legenda o Vánocích
Legenda o Vánocích (finsky Joulutarina) je finský film z roku 2007 režírovaný Juhou Wuolijokim. Vypráví o životě Nikolase a o tom, jak se z něj stal Santa Claus. Velká část filmu se natáčela v Utsjoki ve Finsku. 
Ve Finsku se stal nejpopulárnějším domácím filmem za rok 2007 a na jeho premiéru přišlo během pěti týdnů 220 000 diváků. Film obdržel ve Finsku cenu Jussi za nejlepší kameru a cenu diváků. Objevil se i na Berlínském mezinárodním filmovém festivalu a na filmovém festivalu v Sarasotě ve Floridě, kde získal cenu diváků jako nejlepší cizojazyčný film. Doposud byl film prodán do 120 zemí.

## Obsazení
| Hannu-Pekka Björkman | Nikolas               |
| Otto Gustavsson      | Nikolas (13 let)      |
| Jonas Rinne          | Nikolas (7 let)       |
| Kari Väänänen        | Iisakki (Izák)        |
| Minna Haapkylä       | Kristiina (Kristýna)  |
| Miko Leppilampi      | Hannus                |
| Mikko Kouki          | Eemeli (Emil)         |
| Oskari Heimonen      | Eemeli (Emil, 11 let) |
| Roi Ron              | Eemeli (Emil, 5 let)  |
| Laura Birn           | Aada                  |
| Nella Siilasmaa      | Aada (9 let)          |
| Antti Tuisku         | Mikko                 |
| Alpo Sipilä          | Mikko (9 let)         |